# Wadaj (królestwo)
Wadaj (także: Ouaddaï, Wadai) – afrykańskie królestwo na terenach dzisiejszego Czadu. W XIII wieku tereny późniejszego Wadaj opanował Dunama Dibbalami z państwa Kanem-Bornu. W 1635 doszło do powstania muzułmańskiego, w wyniku którego powstało królestwo Wadaj. W XVIII/XIX wieku za panowania Sabuna i Muhammada Szarifa kraj osiągnął znaczną potęgę, wkrótce jednak zmuszony był bronić swej niezależności przed Francją. Ostatecznie opanowany dopiero w 1912 roku. W 1935 Francuzi odnowili królestwo pod swoim protektoratem. Po odzyskaniu niepodległości przez Czad w 1960 królestwo zlikwidowano. W 1970 rząd Czadu przywrócił królowi Wadaj tytuł.

## Władcy Wadaj
- 1635-1681 Abd al-Karim
- 1681-1707 Yakob Arous
- 1707-1747 Kharut as-Sarhir
- 1747-1795 Muhammad Jawda
- 1795-1803 Muhammad Salih Derret ibn Jawda
- 1803-1813 `Abd al-Karim Sabun ibn Salih Derret
- 1813 Muhammad Busata ibn `Abd al-Karim
- 1813-1829 Yusuf Kharifayn ibn `Abd al-Qadir
- 1829 Raqib ibn Yusuf `Abd al-Qadir
- 1829-1835 Muhammad `Abd al-`Aziz Dhawiyi ibn Radama
- 1835 Adham ibn Muhammad `Abd al-`Aziz
- 1835-1858 `Izz ad-Din Muhammad al-Sharif ibn Salih Derret
- 1858-1874 `Ali ibn Muhammad
- 1874-1898 Yusuf ibn `Ali
- 1898-1900 Ibrahim ibn `Ali
- 1900-1901 Ahmad Abu al-Ghazali ibn `Ali
- 1902-1909 Muhammad Da´ud Murra ibn Yusuf
- 1909-1912 `Asil
- 1935-1945 Muhammad Urada ibn Ibrahim
- 1945-1960 `Ali Silek ibn Muhammad Da´ud Murra (1 raz)
- 1970-1977 `Ali Silek ibn Muhammad Da´ud Murra (2 raz)
- 1977- Ibrahim ibn Muhammad Urada